# Södra Prästholm (norra delen)
Södra Prästholm (norra delen) var före 2015 en av SCB avgränsad och namnsatt småort i Södra Prästholm i Luleå kommun. Vid 2015 års avgränsning klassades den inte längre som en småort.